# Premio Lumen
El Premio Lumen de Novela es un galardón anual otorgado por la editorial española Lumen a una novela inédita escrita en idioma español por una autora de América Latina y el Caribe.

## Historia
Entre 1994 y 1999, el sello editorial español Lumen dirigido por Esther Tusquets realizó el «Premio Femenino Lumen», concebido como un galardón que descubría talento literario entre las mujeres.
Heredero de esa iniciativa, el I Premio Lumen de novela regresó en 2023 con el "compromiso de alentar la creatividad y continuar dando protagonismo a las escritoras en todo el ámbito en español".
El premio premio se falló en junio de 2023 y el jurado estuvo compuesto por las escritoras españolas Ángeles González-Sinde, Luna Miguel, la escritora argentina Clara Obligado, la directora de la librería Rafael Alberti en Madrid, Lola Larumbe, y la directora literaria de Lumen, María Fasce, declarando ganadora la novela «Vladimir» de Leticia Martin por mayoría.
La recompensa es de 30.000 euros, además de la publicación en todo el territorio de habla hispana por parte de Penguin Random House Grupo Editorial.
En 2024, la escritora bielorrusa-argentina Natalia Litvinova fue la elegida entre 549 manuscritos, la mayoría provenientes de España, Argentina y México.
En junio de 2025, la poeta española Inma Pelegrín fue premiada por «Fosca», una novela ambientada en España con “elementos de thriller rural”. Larumbe, González Sinde y Clara Obligado volvieron a ser parte del jurado, incorporando a la escritora española Elena Medel.

## Lista de obras ganadoras
| Año  | Obra       | Autora            | Nacionalidad           |
| ---- | ---------- | ----------------- | ---------------------- |
| 2023 | Vladimir   | Leticia Martin    | Argentina              |
| 2024 | Luciérnaga | Natalia Litvinova | Bielorrusia— Argentina |
| 2025 | Fosca      | Inma Pelegrín     | España                 |